# Diyorbek Urozboev
Diyorbek Urozboev (17 agosto 1993) è un judoka uzbeko, vincitore della medaglia di bronzo nei 60 kg a Rio de Janeiro 2016.

## Palmares
- Giochi olimpici

Rio de Janeiro 2016: bronzo nei 60 kg.
- Mondiali

Budapest 2017: bronzo nei 60 kg.
- Campionati asiatici di judo

Tashkent 2016: argento nei 60 kg.